# Šarrumma

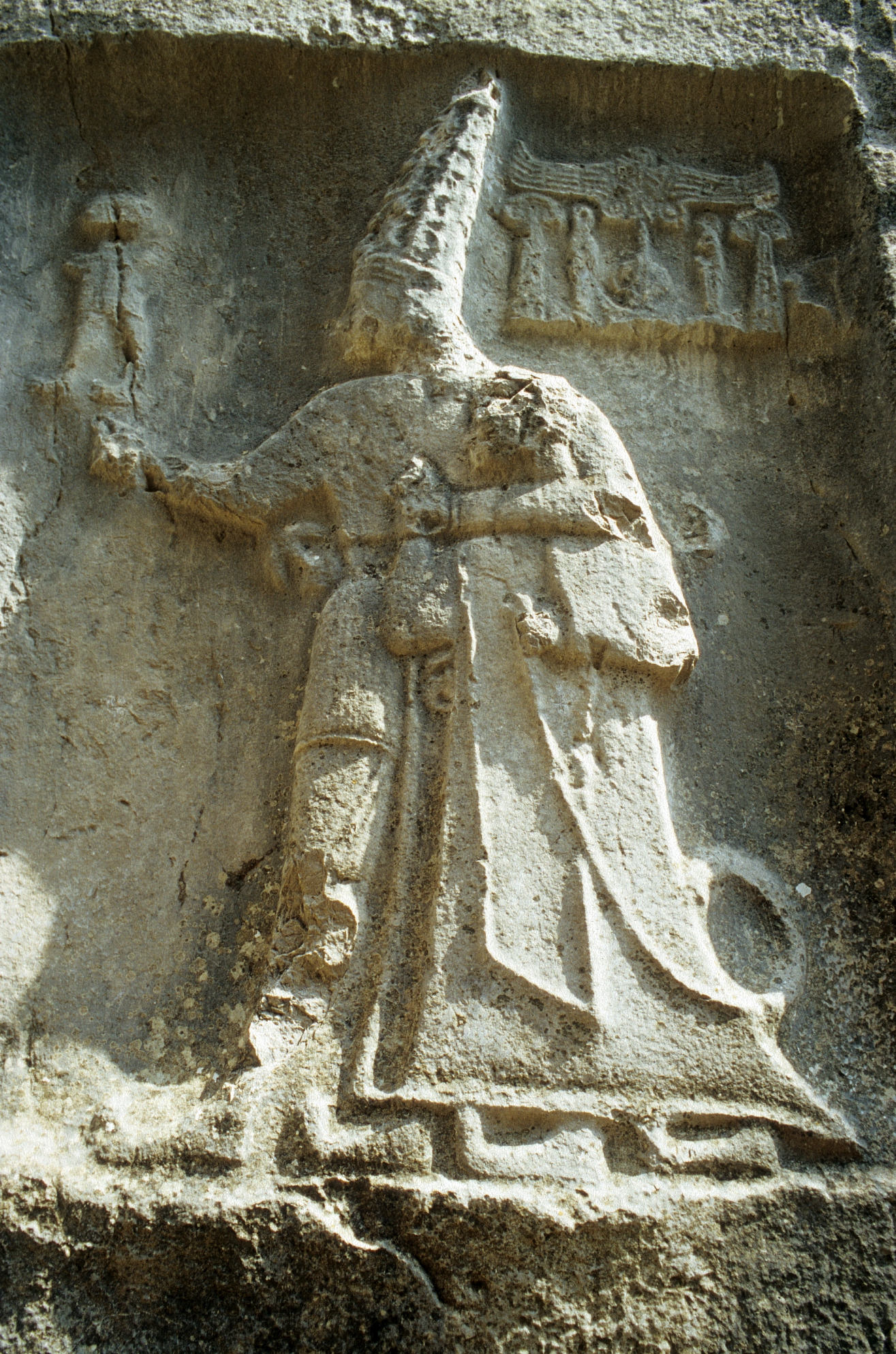
Šarrumma umarmt Tudḫaliya, Relief aus Yazılıkaya

Šarrumma, auch Šarruma, ist in der westhurritschen Mythologie der Sohn des obersten hurritischen Götterpaars, der Göttin Ḫebat und des Wettergottes Teššub. Er wird häufig „Stierkalb des Teššub“ und „Bergkönig“ genannt.

## Name
Die ursprüngliche Herkunft und Bedeutung des Namens sind unbekannt. In hethitischen und hurritischen Texten wurde sein Name mit dem akkadischen šarri „König“ verbunden, weshalb der Name mit dem Sumerogramm für König als LUGAL-ma geschrieben werden konnte. Im Hieroglyphenluwischen wurde sein Zeichen ein gehendes Beinpaar, das mit SARMA transkribiert wird.

## Verbreitung
Šarrumma war ursprünglich ein stiergestaltiger Berggott im syro-anatolischen Grenzland.
In der früheren Forschung wurde angenommen, dass Šarrumma ursprünglich der Paredros der Göttin Ḫebat war und dann, von Teššup verdrängt, zum Sohn des Paares wurde. Nach neueren Erkenntnissen war Ḫebat seit jeher die Begleiterin des Wettergottes von Ḫalba. Das Paar Ḫebat-Šarrumma wurde als Mutter-Sohn konzipiert.

### Hethiter
Nachdem der hethitische Großkönig Šuppiluliuma I. seinen Sohn Telipinu als Priester in Ḫalba eingesetzt hatte, kam der Kult zu den Hethitern. Großkönig Tudḫaliya IV. erwählte ihn zu seinem persönlichen Schutzgott, Puduḫepa, der Gemahlin seines Vaters Ḫattušili III. erschien er im Traum, worauf sie gelobte, ihm zwölf Opferstellen im Gebirge einzurichten. Die Siegel von Ḫattušilis Vorgänger Urḫi-Teššup als Kronprinz des Großkönigs Muwattalli II., seines Vaters, zeigen Urḫi-Teššup in der Umarmung des Gottes Šarrumma. In der Prozession der hethitischen Gottheiten in Yazılıkaya steht er hinter seiner Mutter Ḫebat auf einem Leoparden und ist zusätzlich in Kammer B als Beschützer Tudḫaliyas abgebildet. Auf dem Felsrelief von Hanyeri wird er in Stiergestalt dargestellt. Als Doppelgottheit Šarrummanni trat Šarrumma bei den Hethitern als Mittler und Nothelfer auf.

## Eisenzeitliche Luwier
Während der Eisenzeit blieb seine Verehrung in Syrien und Südostanatolien bestehen. So nannte ihn Wasu-Saruma, König des Landes Tabal, in seiner hieroglyphenluwischen Inschrift von Topada immer an zweiter Stelle nach dem obersten Gott, dem Wettergott Tarhunza.